# Селценски манастир
Селценският манастир (на гръцки: Μονή Σέλτσου) е православен манастир в Аграфа, Гърция. Разположен е на около 800 метра надморска височина, северно от село Пигес. Извисява се над коритото на река Ахелой, обкръжен от красиви планински масиви. Манастирът е известен най-вече като мястото на саможертвата на 1400 сулиоти през 1804 година.
Историческите данни сочат, че първоначалните манастирски сгради са издигнати през X век и напълно разрушени в началото на XV век, което съответства на началото на османските нашествия в региона. Надписът над вратата, водеща от главния храм към притвора, под стенописа на Успение Богородично, известява че настоящият храм е издигнат през 1697 година с парите и грижите на йеромонах Ригин, Вартоломей, Захарий, Алексий, свещеник Алексий, Яков, Дионисий, епископ Арсений и благочестивите архонти – господата Никос и Апостолос. Последните били братя капитани на арматолите от Арта. Двамата братя са изобразени в източната част на храма.
От манастира е запазен само каменният атонски католикон. Около него има руини на монашески килии. Храмът е еднокорабна базилика от атонски тип, с правоъгълен купол отвън, който отвътре преминава в кръгъл. Впечатлява резбования дървен иконостас с позлата и декор от растения и животни на синьо-червен фон.
Събитията в манастира по време на Сулиотската война митологизирани от романтичния гръцки национализъм. Според непотвърдени народни легенди, 1400 сулиоти, предадени от Георги Боцарис, са обкръжени на 7 декември 1803 година от албански войски на Али паша Янински и сина му Вели паша. Според едни данни сулиотите успяват през Парга да се измъкнат и акостират на Корфу, включвайки се в руския Гръцки легион. Според алтернативната версия за събитията, обкръжените не се предават в плен, готови на саможертва. Много умират, а последните оцелели 250-500 се хвърлят в пропастта пред алтернативата да бъдат пленени. В 1959 година манастирът Селцу е обявен за исторически паметник. Всяка година гръцката държава организира на мястото тържествено отбелязване на саможертвата на защитниците на манастира, като през 2016 година в тържествата се включва и президентът Прокопис Павлопулос.
Манастирският празник е на 23 август, на деветия ден от празника на Богородица, за да се избегне съвпадение с празника на близкия манастир със същото име, който е на 15 август.